# Estertores subcreptantes
Estertores subcrepitantes ou estertores grossos são ruídos anormais que podem ser ouvidos tanto no início da inspiração quanto na expiração com o estetoscópio durante uma auscultação pulmonar. Decorrem da passagem do ar por brônquios e bronquíolos cheios de secreções.
Podem indicar um processo inflamatório ou infeccioso dos brônquios como uma broncopneumonia, uma bronquite ou uma bronquiectasia.
Podem ser facilmente confundidos com estertores crepitantes (finos), ouvidos apenas ao final da inspiração quando os alvéolos estão cheios de líquidos, que aparecem na pneumonia e no edema pulmonar. 